# 망령의 웨딩드레스
"망령의 웨딩드레스"는 1981년에 개봉한 대한민국의 영화이다.

## 캐스팅
- 정세혁
- 서정아
- 선우은숙
- 이향
- 최용원